# 下甑町片野浦
下甑町片野浦（しもこしきちょうかたのうら）は、鹿児島県薩摩川内市の大字。旧薩摩国甑島郡甑島郷片之浦村、甑島郡下甑村大字片野浦、薩摩郡下甑村大字片野浦。郵便番号は896-1602。人口は111人、世帯数は72世帯（2020年10月1日現在）。
甑島列島を構成する下甑島の南西に位置している。11月から2月にかけて西に面する東シナ海からの強い季節風の影響を受ける。このことから民家は暴風垣と呼ばれる高い塀に囲われている。

## 地理
薩摩半島の西部に浮かぶ甑島列島南部の下甑島の南西部に位置している。字域の北方には下甑町瀬々野浦、南方には下甑町手打、東方には下甑町青瀬がそれぞれ接しており、西方には東シナ海に面している。
岡地区と浜田地区に分かれており、岡地区は盆地の中に集落が形成されている。浜田地区は海に面しており、漁港を中心として集落が形成されている。
11月から2月にかけては台風並みの風速の季節風の影響を受けることから、瀬々野浦の特に浜田川沿いの民家には昔より高い塀が作られており、かつては大名竹で作られていたが現在ではブロック塀で囲うように作られている。

### 自然保護地区
2015年（平成27年）3月16日に甑島列島の区域を対象とした国定公園として「甑島国定公園」が指定された。集落を除いて片野浦のほぼ全域が国定公園の区域に含まれており、2015年（平成27年）3月16日の鹿児島県告示「甑島国定公園区域内における特別地域の指定」により一部が特別地域に、「甑島国定公園区域の海域内における海域公園地区の指定」によって片野浦の海域が「下甑島西海岸海域公園地区」にそれぞれ指定された。

### 山岳
国土地理院地図（抄）。
- 口岳 - 標高487.3 m
- 谷山 - 標高445.7 m
- ひょうたん岳 - 標高364.5 m

### 島嶼・岩礁
国土地理院地図（抄）。陸繋した浜辺や海礁上の小岩、無名の岩を除く。
- 飛瀬

### 河川
- 浜田川
浜田地区を流れる河川で、西方向へ流れていることから冬には季節風の通り道となる[7]。

### 小字
「角川日本地名大辞典」によると下甑町片野浦の小字は以下のとおりである。
上町、下町、千田、苗代、尾塚、鳥ノ巣、平尾、前田、平、長迫、内川内、春田、峯、園田、白浜、浜田、松山、浜ノ平、小岳、仁田ノ尾、大迫、峯平、横手、作ノ手、白本ノ氏、南平、美濃尾、高野、間渡、二反平、太平、岳、岳濃尾、立石、小目無、大目無、目無下附、高尾、尾通山、道々林、丸野、桂ノ氏、シブノ木、里平、俵作、木床、木床平、通山、上割迫、勢南固田、小三次、蛇田、白石原、二十田、中尾、寅川、竹中、四畠、深田、深田頭、柳ヶ迫、平畠平、山中、平畠、宮ノ平、前ノ田、宮迫、田ノ浦、仁王、高山、西山、田良林、風穴、永山

## 歴史

### 前史時代
田ノ浦付近では縄文早期のものとされる縄文土器（中原式土器）や弥生土器が発見されていることから、約9,000年前から人類が居住していたと考えられている。

### 近世の片野浦
片之浦という地名としては江戸時代より見え、薩摩国甑島郡甑島郷（外城）のうちの片之浦村であった。元禄国絵図には下甑村のうちとして記載されている。村高は「旧高旧領取調帳」では332石余、「三国御治世要覧」によれば300石余であった。
江戸時代の測量家である伊能忠敬が著した「九州東海辺沿海村順」によると家数155であった。
集落の中心から離れたごく一部の地域では、キリスト教と真宗の流れを汲むとみられるクロ教と呼ばれる土着宗教が密かに信仰されていたとされる。

### 町村制施行以後
1889年（明治22年）に町村制が施行されたのに伴い、下甑島にあった下甑島にある手打村、片野浦村、瀬々野浦村、青瀬村、長浜村、藺牟田村の6村が合併し下甑村が発足。それまでの片之浦村の区域は下甑村の大字「片野浦」となった。翌年の1890年（明治23年）2月5日には、下甑村の条例「下甑村区会条例」によって町村制第64条及び第114条に基づく区である「第二区」が大字片野浦一円を区域として設置された。
1898年（明治31年）には岡地区で大火が発生し、民家62戸が焼失した。1945年（昭和20年）の阿久根台風では土石流が多数発生したほか、浜田地区では住宅が浸水した。1952年（昭和27年）には片野浦の住民の一部は本土の樋脇町市比野、出水市、宮之城町（現在のさつま町）に開拓のため移住した。
2004年（平成16年）10月12日に下甑村が川内市、東郷町、入来町、祁答院町、樋脇町、鹿島村、上甑村、里村と新設合併し薩摩川内市が設置された。この市町村合併に伴い設置された法定合併協議会において大字名については「従前の村名を町名とし、これを従前の大字名冠したものをもって、大字とする」と協定され、旧村名である「下甑村」の村を町に置換え、従前の大字名である片野浦に冠することとなった。合併当日の10月12日に鹿児島県の告示である「 字の名称の変更」が鹿児島県公報に掲載された。この告示の規定に基づき即日名称の変更が行われ、大字名が「片野浦」から薩摩川内市の大字「下甑町片野浦」に改称された。

## 文化財

### 国指定
- 甑島のトシドン（無形文化遺産の保護に関する条約に基づく無形文化遺産、重要無形文化財）[20]
下甑島の年中行事である。1977年に国の重要無形民俗文化財に指定されている[21][22]。2009年、国連教育科学文化機関(UNESCO)の無形文化遺産の新制度第1号のひとつとして「甑島のトシドン」が登録された[23]。片野浦地区の保存会は「片野浦トシドン保存会」がある[24]。2018年（平成30年）に秋田県男鹿市のなまはげを含む国指定重要無形民俗文化財とグループ化し「来訪神：仮面・仮装の神々」の構成文化財の一つとなった[25]。

## 施設

### 公共
- 子岳地区コミュニティセンター[26]
- 下甑子岳へき地保健福祉館[27]
- 下甑片野浦出張診療所[28]
- 浜田公園
- 片野浦岡公園
- 一里橋公園

### 寺社
- 蛭子神社
蛭子命を祀る神社（旧社格は村社）であり、片野浦の氏神である[29]。創建時期は不明であるとされる[30]。また、元禄6年に京都の石工によって建立されたとされる鳥居がある[29]。
- 乙御子神社[29]
- 岡寺[29]
- 浜田寺[29]

## 人口
以下の表は国勢調査による小地域集計が開始された1995年以降の人口の推移である。
| 年                 | 人口 |
| ------------------ | ---- |
| 1995年（平成7年）  | 283  |
| 2000年（平成12年） | 243  |
| 2005年（平成17年） | 210  |
| 2010年（平成22年） | 162  |
| 2015年（平成27年） | 141  |
| 2020年（令和2年）  | 111  |

## 教育
片野浦には「薩摩川内市立子岳小学校」、「下甑村立子岳中学校」（いずれも廃止時の名称）が設置されていた。2012年（平成24年）に子岳小学校が閉校となり、これにより片野浦から学校施設はなくなった。

### 高等教育
片野浦には高等学校が設置されておらず、また甑島列島内にも全日制高校や通信制高校の学習センターは設置されていない。甑島列島内の高校受験生は、学区の制約なく県内の全ての県立高校へ進学できるため、中学校卒業生の多くは九州本土などに転出して、島外の高校に進学する。

### 中学校
1947年（昭和22年）に手打中学校の第二教場として設置されることが決定し、手打中学校子岳分校として設置された。1958年（昭和33年）に手打中学校から独立し「子岳中学校」として新たに設置された。1980年（昭和55年）に手打中学校と合併し海陽中学校が新設されるのに伴い閉校となった。閉校時の生徒数は21名、3学級で構成されていた。

### 小学校
1886年（明治19年）に片野浦簡易科小学校が開設され、1893年（明治26年）に子岳尋常小学校となった。1934年（昭和9年）に高等科を併設、1941年（昭和16年）には国民学校となった。第二次世界大戦終戦後の1947年（昭和22年）には子岳小学校に改称した。2012年（平成24年）に閉校となった。

### 小・中学校の学区
市立小・中学校の学区（校区）は以下の通りである。
| 大字         | 小字 | 小学校                 | 中学校                                                      |
| ------------ | ---- | ---------------------- | ----------------------------------------------------------- |
| 下甑町片野浦 | 全域 | 薩摩川内市立手打小学校 | 薩摩川内市立海星中学校 （薩摩川内市立海陽中学校（休校中）） |

## 交通
かつて他の集落への移動手段としては浜田からの海上による移動が主であったが、時化などで海上を通航できないときは「うさぎ道」と呼ばれる山道を徒歩での移動も行われていた。昭和30年代ごろになり道路の整備が進んだ。1999年（平成11年）から手打と片野浦を結ぶ県道長浜手打港線の2車線化に着工し、2003年（平成15年）に全線が2車線化された。

### 道路
県道
- 鹿児島県道350号長浜手打港線 - 片野浦から手打までが県道の路線となっている。なお同路線は長浜から瀬々野浦までも県道の路線となっているが、瀬々野浦から片野浦の間は県道としては未開通である。

### バス
手打港から片野浦浜田までを結ぶコミュニティバスである「甑かのこゆりバス」が運行されている。2020年（令和2年）現在瀬々野浦の区域にあるバス停は以下のとおりである。
- 手打・片野浦線（完全予約制）
一里橋 - 片野浦岡 - 福祉館前 - 前之田橋 - 片野浦浜田